# Литература Нигерии
Литература Нигерии (англ. Nigerian literature) — литература, написанная на территории Нигерии. Большинство работ были написаны на английском языке.В то же время существует литература на йоруба,ибо, хауса,тив, эдо (бини), фула (фульбе),ибибио и др. языках. Англоязычная литература Нигерийской Федерации выполняет  важную консолидирующую роль, способствуя укреплению единства страны.

## Обзор
В Нигерии много талантливых писателей. Многие из них завоевали награды на литературных конкурсах, в том числе: Даниель Фагунва , Чинуа Ачебе, Воле Шойинка, Феми Ософисан, Кен Саро-Вива, Сиприан Эквензи, Бучи Эмечета, Элечи Амади и Бен Окри.
В 1986 году нигерийский драматург, писатель, поэт Воле Шойинка стал лауреатом Нобелевской премии по литературе 1986 года «За создание театра огромной культурной перспективы и поэзии».
Среди молодых писателей тоже встречаются лауреаты премий, в том числе: Крис Абани, Чимаманда Нгози Адичи, Сефи Атта, Хелон Хабила, Хелен Ойейеми, Ннеди Окорафор, Качи Озумба, Сара Маньика, Чигози Обиома
и Чика Унигве.
Одним из крупнейших прозаиков Нигерии является Амос Тутуола. К нигерийским писателем можно отнести и писателя Оби Бенуэ Игбуну (1938-2014), автора книг "Разрушь этот храм" и "Насилие над Лисистратой" (1980).   
Среди писателей, работающих в жанре детектива, можно назвать имена Диксона Игхавини, Калу Окпи, Мохмеда Тукура Гарба, Филипа Фил-Эбози. В Нигерии существует писательская организация.
Большой вклад в изучение литературы Нигерии внесло российское литературоведение.